# Emilio Riu
Emilio Riu y Periquet (Sort, 1871-Madrid, 1928) fue un periodista, empresario, economista y político español, hermano de Daniel y considerado uno de los principales impulsores de las obras de electrificación de Cataluña y del nacionalismo económico. 

## Biografía
Nacido en Sort en 1871, Fue el segundo de 6 hermanos (3 hermanas, Ignacia, Pilar y Balbina y tres hermanos) de una familia humilde. Su padre era un modesto guarnicionero.  Su madre, Ignacia Periquet murió en 1910 en Puebla de Segur. Cursó 8 años de estudios en el seminario de la Seo de Urgel donde recibió cursos de latín, humanidades, filosofía y teología. En 1889, con 18 años, marchó a Barcelona donde estudió la carrera de Perito Mercantil (donde coincidió con el futuro ingeniero de caminos Luis Sánchez Cuervo que propugnará la necesidad de la electrificación de los ferrocarriles españoles), compaginando dichos estudios con trabajos diversos y pequeñas contribuciones sobre temas financieros en diversos periódicos hasta convertirse en periodista a tiempo completo. Su hermana Pilar se casó con Cristóbal Massó y Escofet jurista y economista que colaboraría estrechamente con Emilio Riu. Su hermano menor (1880) Daniel estudió la carrera de abogado gracias a la ayuda de Emilio y seguiría sus pasos como político, periodista y economista. En 1897 se casó con María de Atocha Ossorio y Gallardo. 
Emilio Riu murió a causa de una nefritis en mayo de 1928, según el obituario del periódico El Imparcial de 12 de mayo de 1928 (pág. 2). A finales de 1924 había sufrido una embolia que le había dejado seriamente paralizado.

## Carrera periodística

### Etapa en Barcelona
Al cabo de 5 años de llegar a Barcelona entró a formar pare de la redacción de El Diluvio y medio año después, en 1995, era redactor jefe del Diario Mercantil de Barcelona. 
En esta etapa de juventud en Barcelona conoció a Pedro Corominas que era de su misma edad, creando una relación de amistad y de negocios que se  mantendría durante toda su vida. Emilio Riu fue uno de los principales organizadores de una campaña en favor de su amigo Pedro Corominas cuando este fue apresado y acusado en el proceso de Montjuic por el atentado anarquista  de la calle Canvis Nous, en junio de 1896, siendo condenado a muerte. En la campaña consiguió la participación de numerosos intelectuales como Amadeu Hurtado, David Ferrer, Gumersindo Azcárate, Francisco Giner de los Ríos, Rafael Altamira, Joaquín Costa, Miguel de Unamuno, Azorín, Pío Baroja, etc. Al final la pena se permutó a ocho años de prisión y finalmente en pena de exilio. En una carta dirigida a Miguel de Unamuno, con fecha 4 de abril de 1997, Emilio Riu escribió:  
“Asunto Corominas: Urge, amigo Unamuno, que hagamos el último esfuerzo en favor de nuestro desgraciado amigo. Pronto, antes de 12 días, se fallará la causa. Fui a ver a Vicente Colorado Martínez expresamente para recordarle este asunto y en los tres días que dedicado al mismo pasé en Madrid (del 26 al 29) vi al general Francisco Borrero y Limón que le recomendó, a los Canalejas y a dos personas más. Quizás sería conveniente recordárselo a Cánovas. Creo que urge acentuar mucho y repetir muchísimo la idea de que el crimen de dar dos conferencias está excesivamente juzgado con 9 meses de durísimo encierro. Dentro tres o cuatro días volveré a Madrid y veré a Núñez de Arce y a un fraile que es contertulio de la Sra. de Cánovas.  Además, he escrito a algunas personas desde aquí. Veo muy mal el pleito de Corominas si Cánovas no echa a su favor todo el peso de su poder. El Tribunal Supremo me temo que querrá cohonestar y dar por buenas con un fallo severo las falsías del sumario y las barbaridades cometidas en Barna. ¡¡¡Ahora le califica el fiscal de cómplice y pide para el aumento de pena!!! Me afirmo cada día más en la idea de que a no haber movido yo a un provincial de una orden religiosa que puede muchísimo sobre Eulogio Despujol y Dussay de Barcelona sale condenado a cadena por muchos años. Alguien aprieta en contra. Este asunto urge”

### Etapa en Madrid
Agustí Coy i Cotonat, a cerca de la marcha de su amigo Riu a Madrid en 1896 escribió: "El horizonte de Barcelona era muy limitado para Riu, necesitaba más ancho campo, y a los 27 años y con un capital ¡de 6 pesetas!, pero sí con mucha fe y energía, partió para la villa y corte de Madrid, a donde llegó en abril de 1896" .
Al cabo de tres meses de su llegada a Madrid, entró como redactor en El Heraldo de Madrid donde llevaba la sección de bolsa y financiera. En el Heraldo de Madrid coincidió en la redacción con Ceballos Teresí, que posteriormente crearía en 1901 su propia revista financiera, El Financiero Hispano Americano, revista que competiría con la revista fundada por Emilio Riu Revista de Economía y Hacienda iniciada tres años antes. Ambas publicaciones constituirían el referente más importante del nacionalismo económico español.
En 1896 inició una gran amistad con Miguel de Unamuno, siete años mayor que él y con el que mantendría una intensa relación de correspondencia.
Durante los primeros años Riu pasó serias dificultades económicas en la capital. “Primero los temores de acabarme de hundir en la miseria y que esto ocasione la muerte de mis padres (tienen 75 años) Segundo las interrupciones ocasionales por el mal humor y este aparte causas morales por tener que estar siempre a la caza de las 2 ptas. para la comida del día, del duro para las botas del hermano de la papeleta de empeño que vence, del libro que has de comprar y no puedes, de la cuenta que te piden y aunque te estrelles es imposible pagar... etc... etc...[...]  Dígole que esto es un infierno y yo hace 9 años que vivo así, desde que riñendo con padres y parientes me escapé del Seminario de Urgel y de mi casa para irme sin un céntimo à estudiar a Barcelona... “
Al poco tiempo entró a formar parte también de la redacción de El Globo. En el Globo conoció a María Atocha Ossorio y Gallardo, escritora, traductora y periodista, hermana de Ángel Ossorio y Gallardo, con quien contrajo matrimonio. María Atocha, viuda del escritor Fernando Sevilla, tenía un hijo, Fernando Sevilla Ossorio, nacido en 1896 y que falleció en 1926, dos años antes de la muerte de Emilio.   
A principios de 1897 fue nombrado inspector de Timbre de la Compañía Arrendataria de Tabacos en Toledo ("ahora puedo trabajar mucho en mis estudios y podremos comer mis padres y yo."), y en 1898 fue nombrado jefe del Negociado de Inspección General en Oviedo.  

#### Revista de Economía y Hacienda
En 1898 creó y fundó la Revista de Economía y Hacienda estableciendo corresponsalías en las principales plazas europeas y convirtiéndola en un referente para el mundo mercantil y financiero español. Emilio Riu publicó en esta revista diversos artículos sobre cuestiones de presupuestos y sistema bancario. La Revista de Economía y Hacienda, de periodicidad semanal, fue la continuación desde 1898 de la Revista de Economía, que se había fundado un año antes (1897) como una publicación mensual. El semanario, dirigido por el mismo Riu y posteriormente por su hermano Daniel Riu, se centró especialmente en la información bursátil y de hacienda  y contaba con un apartado titulado “Editorial” en el que el periódico daba su opinión sobre un tema de actualidad. Su  explícito  lema  rezaba  así:  “Periódico semanal  dedicado  al  estudio  de  la  situación  financiera  é  intereses  materiales del país, defensa y fomento de la producción española”. Su amigo Pedro Corominas colaboró estrechamente en la creación y lanzamiento de la revista antes de irse a vivir a Barcelona. Al parecer Emilio Riu quería vincularlo a la redacción de la revista madrileña. Ambos colaboraron profusamente en los primeros números de la revista. Coromines publicaría entre noviembre y diciembre de 1901 una serie de artículos titulados "Las crisis económicas en España" en los números 47,48 y 49 de la revista.

#### Revista Nueva
En 1899 se fundó en Madrid la revista literaria y cultural Revista Nueva, con colaboraciones de Ramiro de Maeztu, Miguel de Unamuno, Pío Baroja, Valle-Inclán, José Martínez Ruiz, José María Matheu Aybar o Gonzalo de Reparaz. Riu conocía a muchos de los escritores y comentaba su trayectoria con Miguel de Unamuno en su correspondencia. Es posible que intentara reflotarla puesto que la publicación no pasó más allá del año inicial.

#### El Globo
En 1902 compró el periódico del que era redactor El Globo. El Globo, "Diario político ilustrado", había aparecido en 1875 como órgano del partido posibilista de Emilio Castelar, bajo la dirección de Pedro Avial. Desde 1880 fue dirigido por el gallego Alfredo Vicenti, que lo abandonó a raíz de sus desacuerdos con la deriva política de Emilio Castelar en 1885. En 1896 El Globo fue adquirido por el Conde de Romanones, quien encargo su dirección a José Francos Rodríguez y dio un giro ideológico a la cabecera, desde el republicanismo hacia posiciones más cercanas al liberalismo monárquico. Emilio Riu, tras la compra, asumió la dirección del periódico sometiéndolo a una profunda remodelación, cambiando el subtítulo a "Independiente" e incorporando a jóvenes autores como Pío Baroja, convertido en redactor-jefe y que en 1904 publicó en esta revista, en forma de folletín, su novela La Busca,José Martínez Ruiz, Azorín, José López Pinillos, Luis de Oteyza, Enrique Jardiel Agustín, Alejandro Pizarroso, Aguilera y Arjona, Serrano de Pedrosa, Ricardo Baroja, Dionisio Pérez, Delgado Barreto, Pedro de Répide, Enrique Vázquez, Francisco Serrano Palacios, etc. La redacción El Globo estaba instalada en un piso de la calle del Arenal, en el corazón de Madrid.
Según consta en la contraportada de su libro El impuesto de consumos, publicado en 1906, Emilio Riu vivía en la calle Juan de Mena 5, 1.º de Madrid. Luego se establecería definitivamente en un hotel situado en la plaza de Salamanca n.8.

#### Anuario Financiero y de Valores Mobiliarios
En 1916 fundó el Anuario Financiero y de Valores Mobiliarios que en 1918 pasaría a denominarse Anuario Financiero y de Sociedades Anónimas  y que luego dirigiría su hermano Daniel Riu i Periquet. El anuario, bajo  la  dirección  de  los hermanos Riu,  se  ha  calificado  como  una  fuente  de  datos  completa y fiable acerca de las empresas españolas de finales del siglo XIX y principios del XX. Desde los últimos años de la década de 1910 se regularizó la información recogida hasta diseñar, ya en los volúmenes iniciales de los años veinte, un perfil teóricamente ajustado de aquellas empresas registradas como Sociedades por acciones. Junto a una relación nominal de las mismas, el Anuario sistematizó además un recuento de algunos Consejos de Administración, y en ocasiones, de sus beneficios declarados.

#### Revista "Electricidad"
Emilio Riu también creó y fundó la revista Electricidad que figura en el Fons Històric de Ciència i Tecnologia en la Biblioteca de l'Escola Tècnica Superior d'Enginyeria Industrial de Barcelona. En dicha publicación del año 1928 se dedicó un artículo al recientemente fallecido Emilio Riu en el que se glosaba su brillante trayectoria como industrial y financiero: "La revista Electricidad, tanto por su origen como por su vida, se asocia en estos momentos al duelo general producido por la pérdida de D. Emilio Riu Periquet"...Estas líneas son el recuerdo que le tributa una más de sus hijas, esta revista, nacida bajo sus auspicios, ... ¿Qué hubiera sido Barcelona, de Cataluña y de España, si Riu no hubiera sido así?. Pearson no lo habríamos conocido, ni Montañés se hubiera atrevido a traerlo a España, ..."

## Revista Nacional de Economía

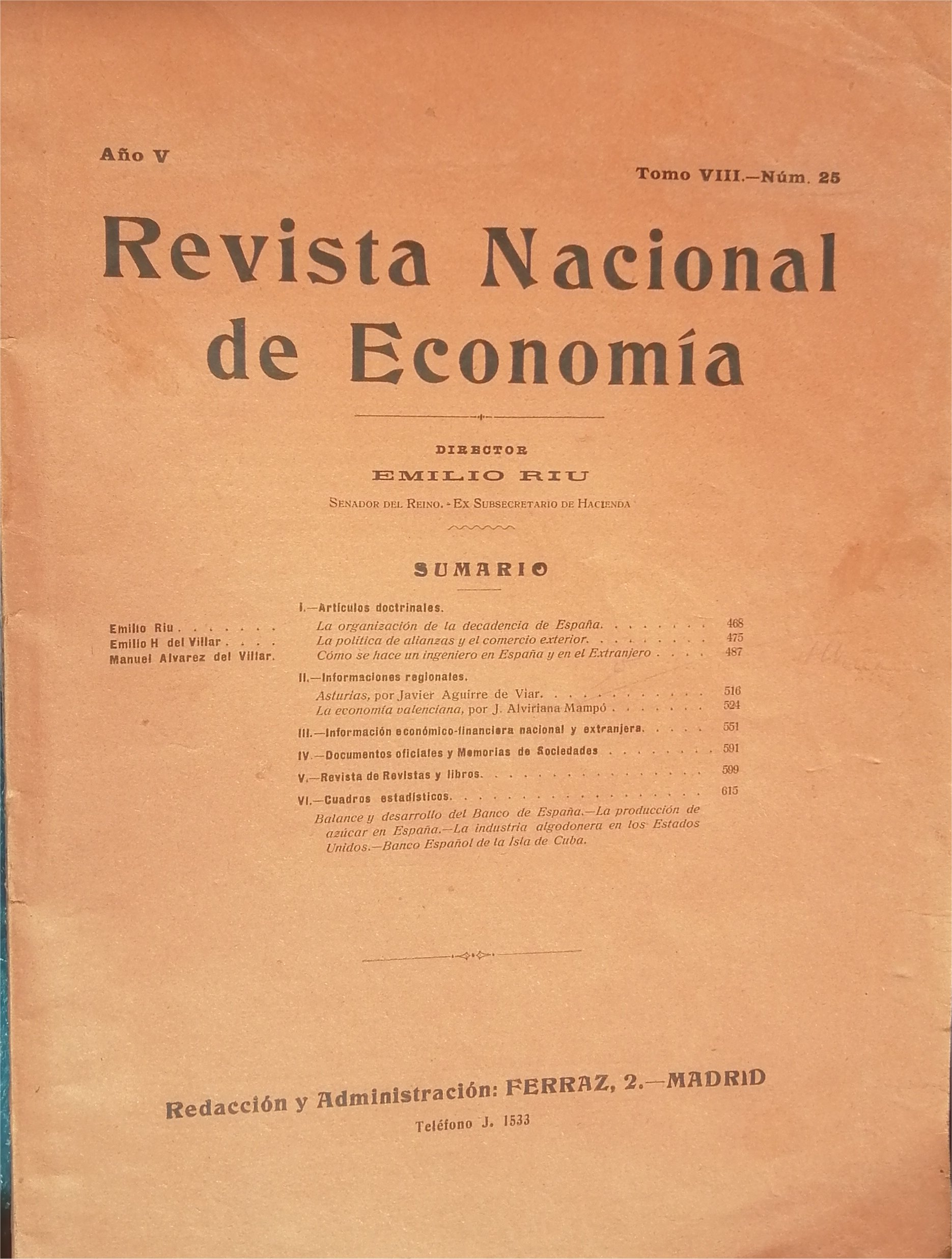
Ejemplar Revista Nacional de Economía

En 1916 fundó la Revista Nacional de Economía, con la finalidad de fomentar una nueva política económica en España que favoreciera la participación del capital autóctono frente a las grandes corporaciones extranjeras y que se convertiría en un vehículo fundamental en el estudio y difusión del ideario del nacionalismo económico español. Participaron en su creación Cristóbal Massó y Escofet, Germán Bernácer, José María González García y Ricardo López Barroso. 
El cuadro de colaboradores de la revista fue amplísimo, entre catedráticos de Economía o Hacienda o de Ciencias Políticas de las universidades españolas, economistas extranjeros, políticos, ingenieros, publicistas o dirigentes patronales, como Guillermo Graell (1847-1927), secretario del Fomento Nacional del Trabajo (Barcelona); Antonio Flores de Lemus, Pedro Corominas, Ramón de Olascoaga, Joaquín Aguilera, Luis del Valle, Fidencio Kischner Catalán, Julio Carabias, Francisco Bernis, Rogelio de Madariaga, Blas Vives, Víctor María Paret, José Duran i Ventosa, Josep Maria Tallada i Paulí, José Acedo, Daniel Martner, Julio de Lazúrtegui, José Roig y Bergadá, Antonio Trías, J. Sans y Buigas, José Francos Rodríguez, Miguel Vidal y Guardiola, Leandro Cubillo, Alejandro González Olivares, Javier Aguirre de Viar, Antonio Camacho Pichardo, Pedro M. González Quijano, Andrés P. Cardenal o Luis Badí. También colaborarán José Serrat Bonastre, Arturo Forcat Ribera, Guillermo Herrero o Luis Barreiro, entre otros.
Algunos de los colaboradores de la revista como Francisco Bernis, Josep Maria Tallada i Paulí, o Miquel Vidal y Guardiola, también formaron parte del grupo de expertos (economistas, juristas, periodistas, etc,) que trabajaron en el “Servei d’Estudis Polítics, Económics i Socials” de Cambó. Pero en este caso su colaboración no tenía como objetivo la información pública y la pedagogía, que era lo que interesaba principalmente a Riu, sino la información privada, incluso secreta, para la utilización personal de un magnate.
El propósito del fundador de la revista fue crear una publicación que tratara los asuntos de la economía desde presupuestos objetivos y científicos, con absoluta independencia de cualquier interés que no fuera el nacional, avivando el patriotismo de capitalistas, políticos y hombres de negocios, con la finalidad de que contribuyeran a crear una fuerte y robusta economía nacional y a emancipar a los españoles de la tutela de otras economías. En su programa, se indica que tratará cuantas cuestiones han agitado en los últimos tiempos la opinión pública europea: protección y librecambio, monometalismo y bimetalismo, proporcionalidad o progresividad tributaria, rentas de la tierra, de la industria y del trabajo, libertad o reglamentación del crédito, municipalización de servicios, centralismo y autonomía local, o política de transportes, etc.
La revista publicó artículos de fondo o doctrinales, estudios, trabajos, análisis y crónicas sobre economía, industria, hacienda pública, deuda exterior, ahorro, nacionalizaciones, presupuestos estatales, fiscalidad, materias primas, subsistencias o comercio internacional, las series de datos sobre los mercados de valores (de acciones de fondos públicos, de bancos, ferrocarriles, empresas de aguas, gas y electricidad, navieras, de minerales y metalúrgicas o de valores de renta fija y variable), así como los índices económicos del Banco de España, de comercio exterior, de precios, cotizaciones bursátiles, informaciones regionales, cuadros estadísticos o documentos oficiales. También publicaba estudios de historia económica y tendrá secciones de Revista de revistas y de Bibliografía, entre otras.
En 1925, aquejado por la grave enfermedad que acabaría con su vida y con problemas financieros, vendió la Revista Nacional de Economía a Abelardo Lacarrera y Joan Caralt Roca. Joan Caralt Roca dirigía la revista catalana Economia i Finances.

## Economista
En sus artículos de fondo publicados en la Revista Nacional de Economía, se perfila como un avanzado y profundo conocedor y analista de la evolución financiera global y de las diversas políticas económicas en Europa y Estados Unidos, tanto en la época de guerra como durante la subsiguiente posguerra. Muestra de su extraordinaria capacidad analítica es su documentado e impactante artículo "La crisis económica actual" aparecido en la Revista Nacional de Economía Año V. Tomo IX de 1921 núm. 31., o sus comentarios sobre La Reforma Monetaria en el artículo así titulado de la Revista Nacional de Economía Año III. Tomo IV de 1918 núm.12, donde abogaba por la adopción del patrón oro, abandonando el bimetalismo "atendiendo a las especialísimas circunstancias en que la guerra a colocado a España", aprovechando las reservas de oro acumuladas durante la 1.ª G.M.

## Nacionalismo económico
El Nacionalismo económico tuvo un apoyo doctrinal notable en la Revista de Economía y Hacienda y, sobre todo, en la Revista Nacional de Economía."
En el primer número de la Revista, abril-mayo de 1916 Emilio Riu escribió un artículo que resultó definitorio de la doctrina: ¿Puede y le conviene a España ser nación independiente? donde afirmaba: " No puede haber Economía nacional en donde el poder soberano de la nación vive mediatizado por influencias y presiones exteriores, y en donde gran parte de la riqueza nacional está en poder de extranjeros"
En el número de agosto-septiembre de 1916 Emilio Riu publicó un artículo titulado "El capital extranjero en España" donde afirmaba: "Se presentan para España dos caminos: o recibir, aceptar humildemente agradecida, el capital extranjero, más o menos disimulado y suave, y por ende en el dinero extranjero, la técnica extranjera, y que sean los embajadores extranjeros los que gobiernen con su baraja de ministros, ministrables y presidentes, con sus cortesanos adictos y generales afectos y sus magistrados agradables y sus periodistas y sus intelectuales a sueldo, ..., o España tiene que buscar ardientemente en el camino del trabajo, del estudio, de la austeridad y del deber, la reconquista de su casi perdida independencia política, de su riqueza monopolizada por la banca extranjera, haciéndose su técnica propia, su banca propia, su cultura propia para llegar a ser nación independiente de pleno iure"
Cuando Francisco Cambó asumió la cartera de ministro de Fomento en el Gobierno Nacional que presidía Maura en marzo de 1918, lo hizo defendiendo las tesis de Emilio Riu, de tal forma que Luis Olariaga Pujana calificó al político catalanista como "el más brillante defensor que tuvo el nacionalismo económico en España durante los años de la 1ª.G.M." Sin embargo el famoso dirigente catalanista pronto renegaría de este ideario defendiendo desde su despacho, como asesor financiero, los intereses de diversas compañías extranjeras (Tranvías de Barcelona y Barcelona Traction). Hacia 1918 Cambó era quizás el político español mejor relacionado con los intereses inversores franceses, canadienses, británicos, alemanes y belgas en España y en 1920 fue el principal protagonista de la curiosa operación de ingeniería financiera que llevó a la constitución de la CHADE (Compañía Hispano Argentina de Electricidad), la más importante empresa de electricidad de Latinoamérica, empresa que Cambó presidirá desde 1926 y que le hizo inmensamente rico.

## Carrera política
En una carta manuscrita de finales del 1896, dirigida a su amigo Miguel de Unamuno, el folio figura con el escudo y sello del Congreso de los diputados. En dicha carta escribe “cuando escribo en el Congreso solo pienso en acabar pronto y despachar...” 
A finales de 1897, ya sin problemas económicos, Riu empezó a pensar seriamente en dedicarse a la política.
“viendo lo que la política es, pienso y me digo "bueno y qué? suponte que ya eres diputado ¿qué haces? ¿podrás combatir el absurdo sistema de tributar hoy vigente? podrás defender un presupuesto extraordinario para instrucción pública y fomento agrícola? te dejarán los jefes y subjefes de grupo salir del rasero de ideas y procedimientos común a todos? ¿podrás defender allí tu sueño de contribuir à hacer una España grande, rica y culta...?” 
Conocido en Madrid por sus conocimientos financieros, en 1901 Práxedes Mateo Sagasta, líder de los liberales, le animó a presentar su candidatura como diputado por el Partido Liberal en la facción Izquierda Liberal de Santiago Alba Bonifaz, con el que fue elegido diputado en el Congreso por el distrito electoral de Sort en las elecciones generales de 1901. Saldría elegido de nuevo en las elecciones generales de 1903, 1905, 1907, 1910, 1914, 1916 y 1923. Entre 1919 y 1920 fue senador por la provincia de Lérida en la Unión Monárquica Nacional.
Coy i Cotonat afirmaba en 1906 " Que ha procurado cumplir el compromiso que contrajo con el país es cosa sabida, pues no hay que recorrer las comarcas del Pallars y valle de Arán, y en todas partes se encuentran recuerdos gratos de su gestión, y ha hecho lo que no lograron otros con mayores medios de acción. A Riu se debe el que se hayan subastado muchos trozos de carretera (...) y recientemente a conseguido que el plan de estudios del año actual se incluyan las secciones de Viella a Pont de Suert y desde ésta a Senterada y Pobla de Segur."
El viajante, escritor, economista y empresario José Puigdollers Macià en su libro Por los Pirineos. Impresiones de un viaje apuntaba: "Conversando con un arriero le pregunto respecto a su diputado Riu "¿A qué fracción política pertenece vuestro diputado? No lo sé, contestó el arriero, lo único que puedo decirle, y que lo dirá todo el mundo, es que se afana por su distrito, que consigue que nos construyan carreteras, de que tan necesitados estamos, y que procura que no falte trabajo en el país; por eso le queremos"" . Durante esta época consiguió que se llevara a cabo, entre otras obras importantes en la comarca, el desvío del río Noguera Pallaresa a su paso por Sort. Tal desviación del río, apartándolo de la línea de edificios que bordeaba su margen izquierda, daría lugar más tarde al barrio nuevo por donde discurre la actual carretera.
Durante la contienda política por el distrito Sort-Viella en las elecciones generales de 24 de febrero de 1918, competía con Riu el candidato de la Lliga Regionalista Eduardo Aunós y Pérez, (futuro secretario de Cambó y futuro ministro de Primo de Rivera). En principio el acta fue adjudicada a Aunós pero Riu presentó reclamaciones por compra de votos (compra que Eduardo Aunós reconoció en sus memorias haber practicado) por lo que el acta resultó anulada por el Tribunal Supremo. Esto implicaba una afrenta imperdonable contra la Lliga Regionalista que se presentaba como una agrupación nueva y regeneracionista contra el supuesto “caciquismo de la montaña de Lérida” y no se lo perdonaron. La Lliga Regionalista lanzó una campaña periodística declarando la guerra contra Riu y los "riuistas", acusándolo de cacique, de vender las aguas pallaresas al capital extranjero, etc.
Durante su larga carrera como diputado nunca participó en los debates sobre Cataluña: "jamás he querido tomar parte en los debates llamados catalanistas, ni a favor de los catalanistas, ni en contra de los catalanistas". Sin embargo, cuando la Mancomunidad de Cataluña reclamaba la oficialidad del catalán, Riu dirigía una carta a Romanones en la que decía: "que esta es, de todas las reivindicaciones que la Mancomunidad hace en nombre de Cataluña, la más justa" 
Riu se había trasladado a Madrid en 1898 cuando el catalanismo político estaba aún en pañales. Cambó tenía justo 22 años y aún tenía que iniciar sus primeros pasos como concejal del ayuntamiento de Barcelona. Lérida, donde Riu tenía su base electoral, fue de las últimas zonas a sumarse, y con mucho titubeo, al nuevo movimiento político. Riu no compitió con la Lliga Regionalista por su distrito de Sort-Viella hasta 1918. Sin embargo, estaba bien informado sobre los avances y derivas del movimiento. En el Congreso defendía el traspaso de atribuciones a la Mancomunidad de Cataluña puesto que pensaba que era una buena forma de descentralización y autonomía administrativa extensible a toda España. Respecto a la deriva catalanista radical llegó a vaticinar el triste futuro político que sufriría el mismo Cambó cuando la clase obrera, a la que Riu había pertenecido durante sus primeros años en Barcelona, obtuviera representación en un futuro estado catalán: “con esa clase obrera, que mañana tendría representación en el Estado catalán, ¿qué pasaría? Que S.S., Sr. Cambó, se vería obligado no digo a pedir la intervención del Estado central para que lo deshiciera, pero sí a emigrar de Barcelona” En realidad, Cambó tuvo que pedir ayuda a los militares de Franco y emigrar al extranjero.
En relación con su actividad parlamentaria como vocal de la Comisión de Consumos, publicó en 1906 el estudio: El Impuesto de Consumos en el Extranjero, tentativas y ensayos para su supresión.
En 1908 participó junto a F. Cambó en la redacción de los artículos de la ley de la Administración municipal (Sevilla diario político de la Mañana. Miércoles a 1 de julio de 1908)
Durante la presidencia José Canalejas ocupó los cargos de subsecretario de Hacienda en 1910 y de vicepresidente de la Comisión de Presupuestos del Congreso de los Diputados, donde participó en el informe sobre la transformación del impuesto de consumos. En esta etapa en la administración publicó en 1910 el libro Las Clases Pasivas, un ensayo de ordenamiento jurídico financiero de este servicio.
Mantuvo una posición crítica respecto a la oligarquía financiera "Para la oligarquía España es un feudo del cual hay que sacar los provechos acotándolo para que nadie pueda venir a disputarle el privilegio de su explotación." Se opuso al alto arancel impuesto por los catalanistas de la Lliga Regionalista (Cambó, Juan Ventosa, etc.): "Con la presión de la vida cara, que es la presión del arancel excesivamente alto, del impuesto mal asentado y desigualmente establecido, España se despoblará."
"Por  Real  Decreto  de  18  de enero  de 1910 se  nombra  Vocal  de  la  Junta  Consultiva  de  Moneda  a  don Emilio Ríu y Periquet, Diputado a Cortes, por fallecimiento de don Luis de la Escosura" (Gaceta de Madrid del 19 de enero de 1910)  
En sus intervenciones como diputado en el Congreso defendió con ahínco los intereses  de sus votantes del distrito de Sort-Viella. Intervención del diputado Emilio Riu en defensa de la construcción de carreteras en su distrito Sort-Viella en el Congreso. (1908  07-07-1908. N.º 249 (de 7767 a 7771): "La carretera a que aludo, que tiene interrumpido el tráfico de Sort con el resto de la provincia en un trayecto de unos 15 kilómetros, fue empezada el año 1893, teniendo el contratista dos años de plazo para terminarla, es decir, hasta el año 95; en este año se le concedió una prórroga para continuar las obras; en el año 98 se le concedió otra de dos años para continuar las obras que no continuaba ; en el año 1900 se le concede otra prórroga; en el 902, otra prórroga de dos años; viene el año 903, y se le concede otra; viene el año 904, pide otra, y también se le concede, etc., etc. (…) Impedimentos que den lugar a que haya una carretera como esta que está paralizada, que interrumpe el tráfico entre 52 pueblos que hay en la montaña y toda la parte baja de la provincia desde hace más de catorce años, como puede verse en el extracto del expediente que acompañó.(...) Ya es verdaderamente anormal y extraordinario que haya una provincia en España que tenga 200 kilómetros sin ferrocarril; es decir, que las personas que desde un extremo de la provincia tengan que ir a la capital se vean obligadas a hacer cuatro días de camino, esto ya es verdaderamente extraordinario; yo no creo que haya otra provincia en España en estas condiciones, y seguramente no la hay en Europa; pero es mucho más grave que (…) esté paralizada una carretera durante tantos años sin avanzar ni en un metro su construcción. Cansados ya todos esos pueblos y sus ayuntamientos de reclamar por diferentes conductos, no hace muchos días, en la capital de esos valles, llamada Esterri de Aneo, se han reunido los representantes de esos pueblos y han formulado una instancia; que tengo aquí para entregarla al Sr. Ministro de Fomento.
Instancia de los ayuntamientos del Valle de Aneo:
“Concretándonos a la parte que ya interesa más directamente a los demandantes, y que es motivo de esta petición, o sea la sección de la citada carretera, desde Sort a Esterri de Aneu, aquello es el acabose; sobre todo los trozos 2° y 3. ° Atraviesan éstos por un terreno de acumulación sujeto a continuos desprendimientos. Con el fatal sistema de prórrogas a los empresarios y otras contemporizaciones se ha gastado un dineral en dichos trozos, y la carretera no aparece por ninguna parte. El trozo 4. °, que estaba ya construido y entregado al Estado, las inundaciones de octubre último se lo llevaron casi por completo. Y así estamos: arrinconados, pobres, aburridos, esperando siempre en el día de mañana.  ... y la aurora de nuestra redención no aparece nunca.
Reunidos en esta villa de Esterri de Aneu los alcaldes de los diferentes distritos que forman los valles de Aneu, Cardós y Farrera, debidamente delegados por nuestros administrados, os dirigimos esta instancia pidiendo mandéis concluir cuanto antes los trozos 2.° y 3.° de Sort a Esterri y reconstruir y arreglar el trozo 4 .° de la misma sección de Sort a Esterri.
Firman esta instancia los alcaldes de los pueblos de Sorpe, Isil, Esterri de Aneu, Valencia, Unarre, Sort, Espot y otros 26 pueblos. “
(…) Yo le pido a S. S. diga si sabe algún medio por el cual se pueda aliviar la situación tristísima de esa parte de territorio, porque ahora ocurre lo siguiente: en el distrito de las Borjas, representado por el Diputado Sr. Maciá, se van a subastar 44 kilómetros de carreteras que hacía catorce años que no se podían subastar, y por arte mágica, en pocos meses se ha conseguido remover todas las dificultades que a ello se oponían. (…) Yo no censuro esto, pues todas estas carreteras hacen suma falta; pero el hecho es que en la provincia aparece que en los distritos que representan Diputados de un partido de gran fuerza, (Solidaridad Catalana) de gran preponderancia en la Cámara, se están despachando todas las carreteras muy rápidamente, mientras que en el distrito de Sort, por deficiencias de los reglamentos, por falta de crédito, por la situación de aquel país, por falta de personal, por lo que sea, quizás por estar tan apartado de la capital, no se hacen más que estudios, pero no construcciones. Y esto no puede continuar. Es hora que S. S. tome alguna determinación que calme la justa excitación de aquellos pueblos".
Emilio Riu mantuvo buenas relaciones con destacados catalanistas, tanto de derechas como de izquierdas pero la deriva separatista a partir de la 1.ª G.M. le hizo tomar partido claro contra el separatismo: "Nuestro peligro está en que alguna nación crea que está en su interés crear en la Península Ibérica un Portugal Mediterráneo y que haya en España quien secunde esta obra criminal"
En 1917 asistió a la reunión de la constitución de la Asamblea de Parlamentarios en Barcelona junto a su hermano Daniel Riu y Periquet y su cuñado José Llary i Areny.
En 1918 Emilio Riu seguía siendo un político de gran influencia. A primeros de noviembre de 1918 Riu recibió el encargo expreso por parte de Romanones y Melquíades Álvarez, de consultar a Pedro Corominas si quería formar parte, como representante de la izquierda catalana, en el nuevo gobierno que iba a sustituir al gobierno de concentración de Antonio Maura, en el que participaba Francisco Cambó. Corominas rechazó la invitación y al final quien formaría gobierno sería Manuel García Prieto, gobierno que duraría escasamente un mes.

## Carrera industrial
Siguiendo las recomendaciones de su amigo de la infancia, Agustí Coy Cotonat, Riu se pateó el territorio de su distrito electoral año tras año. En defensa de la necesidad de mejorar las comunicaciones de sus paisanos de la montaña leridana exponía gráficamente en el Congreso de los Diputados las dificultades que suponía acceder a su distrito desde Madrid: “Hablo en este asunto por experiencia propia, porque sufro las consecuencias de ello, como las sufren todos mis paisanos. Para ir desde Lérida al Valle de Arán, se necesitan las siguientes etapas: de Lérida a Artesa de Segre, una etapa; de Artesa a Tremp, otra; de Tremp a Sort, otra; de Sort a Esterri, otra, y de Esterri al valle de Arán, otra; total 5 días. Yo he hecho hasta ahora tres campañas electorales en mi distrito (…) a saber: partiendo de Madrid, 23 horas hasta Banyeres de Luchon, de Luchón  al valle de Arán, 8 horas, y del valle de Arán, atravesando el Pirineo, 16 horas de camino con caballería hasta llegar a Sort” Diario Sesiones del Congreso de los Diputados, 31 de enero de 1906, p.2282.
A pesar de tener fijada su residencia en Madrid, Emilio Riu realizó casi toda su actividad industrial en el Pirineo leridano. Concentró su actividad en la explotación de los recursos de su tierra natal, la madera, la minería, pero, sobre todo, la llamada hulla blanca, la energía eléctrica que iba a conducir a Barcelona y a Cataluña a la segunda revolución industrial. "Riu fue el gran hombre, el cerebro creador más grande de la hidroeléctrica catalana. A él la gloria que - merecida pero no con tanto exceso -  que se atribuye al Dr. Pearson." Su pertinaz labor parlamentaria contribuyó, por supuesto, a la mejora de las comunicaciones e infraestructuras del Pirineo leridano, pero fue sin duda su actividad como industrial (y la de los que lo emularon), la que abrió las puertas del desarrollo económico de su distrito. La construcción de gigantescas obras hidráulicas facilitó la rápida construcción de carreteras e infraestructuras, así como la llegada de miles de obreros, ingenieros, administrativos, etc., conllevaría un auge sin precedentes en el comercio, el hospedaje y la restauración de la zona. 

### Industria hidroeléctrica

#### Concesiones hidráulicas
En 1904 obtuvo la concesión de diferentes tramos en el río Flamisell y el mismo verano de 1904 y el de 1905 hizo un detallado estudio de toda la región lacustre de stany Gento para la elaboración de un primer proyecto para el salto de Cabdella
Posteriormente en 1908-1909 obtuvo las siguientes concesiones en la cuenca del Noguera Pallaresa, que en 1914 vendió a Catalana de Gas i Electricitat:
| Rio               | Propietario/s                     | Detalles del salto                                                                              |
| ----------------- | --------------------------------- | ----------------------------------------------------------------------------------------------- |
| Noguera Pallaresa | Emili Riu Eusebi Bertrand i Serra | Esterri d'Àneu. Boren /Esterri d'Aneu (1908) 10.000 CV i estanys Airoto, Orri i Garrabea (1908) |
| Escrita           | Emili Riu Eusebi Bertrand i Serra | Espot superior. Sant Maurici (1909) 14.000 CV                                                   |
| Escrita           | Emili Riu Eusebi Bertrand i Serra | Espot inferior.Espot (1909) 14.000 CV                                                           |
| Noguera Pallaresa | Emili Riu Eusebi Bertrand i Serra | Llavorsí. Salt/Llavorsi (Escaló) (1906) 2.700 CV                                                |
| Bonaigua          | Emili Riu                         | Molino de Sorpe (1913) i estanys Gerber i Cabanes                                               |

A través de su cuñado Cristòfol Massó i Escofet (jurista, publicó junto con R. Gay de Montellá, un Tratado de la Legislación de Aguas Públicas y Privadas que analiza la ley de 13 de junio de 1879), accedió a la concesión del salto de Molinos, en el río Flamisell, que fue otorgada el mes de marzo de 1911 y que se acabaría convirtiendo en la Central hidroeléctrica de Molinos.
Lluís Rouvière i Bula era titular desde 1901 de la concesión de 14 saltos hidroeléctricos en el valle de Arán. A su muerte en 1904 fueron traspasados al banquero madrileño Teófilo Benard. Desde el 14 de diciembre de 1911,  Cristòfol Massó i Escofet era el titular de las concesiones. Un año después las vendió  a Emilio Riu, qui por su parte las revendió el 1923 a la empresa que dirigía, la Sociedad Productora de Fuerzas Motrices juntamente con el resto de concesiones de les cuales era titular.

#### Energía Eléctrica de Cataluña y la carrera con la Canadiense
Con el objetivo revolucionario de aprovechar la cuenca lacustre de Capdella organizó en el verano de 1904 un estudio mediante un equipo de técnicos que recorrieron toda la zona (altimetría, estratigrafía del terreno, batimetría, pluviometría, etc.) con lo que se redactó un proyecto que demostraba la existencia de una reserva hidráulica de unos 40 millones de m³ situados a una altitud de más de 2000 m canalizable mediante interconexiones subterráneas hasta un lago situado en una cota de 2165 m que actuaría como cámara de regulación de un salto de más de 800 m de desnivel. En base al proyecto intentó sin éxito obtener financiación en los medios financieros de Barcelona. Se dirigió a la SA Arnús-Garí pero rechazaron financiarle. Dicha sociedad acabaría trabajando para Riegos y Fuerzas del Ebro, canalizando la mayoría de sus emisiones de obligaciones. 
Buscó activamente financiación en el extranjero. Fue a Londres, centro financiero europeo, pero allí no logró nada aunque despertó la atención de financieros como Frederick Stark Pearson. Se ha encontrado una correspondencia de Emilio Riu, dirigida a Carles Montañès, en enero, febrero y marzo de 1908 referente a sus estudios y planes. Carles Montañés sería el que animó definitivamente a F.S. Pearson a entrar en el negocio de la electrificación de Cataluña. 
Hay indicios de que la Compagnie Générale d'Électricité, compañía francesa fabricante de material eléctrico que buscaba proyectos hidroeléctricos para poder vender sus equipos, contactara con Emilio Riu buscando una asociación para poder establecerse en Cataluña. El 18 de noviembre de 1911 Emilio Riu constituyó en Barcelona la empresa Energía Eléctrica de Cataluña con la sociedad francesa Compagnie Générale d'Électricité (CGE) que aportó 4.700.000 pesetas en acciones del capital inicial de la sociedad. Otras 3.700.000 pesetas pertenecían a la Société Suisse d'Industrie Electrique (INDELEC). Emilio Riu invirtió 300.000 pesetas y era miembro del consejo de administración de la sociedad. Cristóbal Massó i Escofet participó con una capital de 1,5 millones de pesetas que representaba el valor de sus concesiones.
Las obras comenzaron en marzo de 1912 (se construyeron tres centrales en el río Flamisell, siendo la primera y la más característica la central de Cabdella, que entraría en funcionamiento el 28 de enero de 1914  en el contexto de una verdadera carrera frente a la Barcelona Traction, Light and Power Company, Limited, constituida apresuradamente también en 1911, que estaba iniciando también la construcción de dos grandes presas (Camarasa y Sant Antoni) en la cuenca del río Noguera Pallaresa, con el objetivo de ser los primeros en llevar la energía eléctrica a Barcelona. 
En 1912 EEC construyó la Central térmica del Besós con una capacidad de 40.000 CV y adquirió una de menor potencia ubicada en Vich.
Pero mientras su gran rival, la Barcelona Traction, invertía fuertemente tanto en crear capacidad de producción como en empresas distribuidoras y consumidoras, Energía Eléctrica de Cataluña lo hizo principalmente en centrales productoras de energía. Ambas compañías entraron de inmediato en fuerte competición para hacerse con el mercado catalán. Gracias a ello las tarifas para los consumidores se mantuvieron muy bajas. 

Caricatura de Emilio Riu y otros personajes durante la visita de Alfonso XIII al valle de Arán en 1924

A finales de 1912 la Barcelona Traction suscribió las ampliaciones de capital de Energía Eléctrica de Cataluña y pasó a controlar el 49% del capital y tener 6 de los 13 miembros del consejo de administración así como tener la opción de comprar la totalidad de las acciones. Entre los nuevos miembros del Consejo de Administración figuraba F.S. Pearson. Entre 1923 y 1924 aprovechando las dificultades financieras que sufrían los principales accionistas de Energía Eléctrica de Cataluña, la Barcelona Traction compró la totalidad de las acciones de EEC. Se creó una sociedad instrumental, la Unión Eléctrica de Cataluña, para facilitar la financiación de la operación.

#### Fuerzas Hidráulicas del Alto Pirineo
En febrero de 1913 constituyó la sociedad Fuerzas Hidráulicas del Alto Pirineo, la cual efectuó anteproyectos de centrales en el valle del Noguera de Tor, afluente del Noguera Ribagorzana, pero a pesar de los estudios realizados los aprovechamientos quedaron pendientes de realizar. Dicha sociedad también realizó estudios para la explotación de la región lacustre del río Flamisell de las cuencas de los ríos Rus y Franci.

#### Productora de Fuerzas Motrices S.A.
En marzo de 1917 se constituyó en Bilbao, con participación de capital vasco, la sociedad Productora de Fuerzas Motrices, S.A., sociedad que presidió hasta su fallecimiento en 1928. Formaban el consejo de administración el presidente, Emilio Riu, el vicepresidente, Benito Marco Gardoqui y como vocales Cristóbal Massó, Pedro Corominas, Luis de Aranguren y Antonio P. Sasia. 
A partir de las concesiones hidráulicas que disponía personalmente en la parte baja del río Flamisell y en el valle de Arán (estas últimas estaban a nombre de su cuñado, Cristóbal Massó y Escofet), acordó con Energía Eléctrica de Cataluña la construcción de la nueva central de Puebla de Segur en el río Flamisell. Esta central vendería toda su producción a Energía Eléctrica de Cataluña.
La sociedad inició muy pronto la construcción de las centrales, empezando por la Central Hidráulica de Puebla de Segur, finalizada en 1920 y la Central hidroeléctrica del Congost. El siguiente paso lo hicieron en las concesiones del Valle de Arán; en 1920 comenzaron los trabajos en la Central hidroeléctrica de Cledes (en la localidad aranesa de Lés) que no se pudieron poner en marcha hasta julio de 1929, una vez resueltos los problemas constructivos, financieros y de permisos. Las dificultades financieras fueron resueltas con un convenio firmado entre el Banco de Cataluña y la Productora de fuerzas motrices el 23 de marzo de 1924 gracias a la participación de Pedro Corominas que asesoraba al banco. Emilio Riu acababa de sufrir una embolia.
En febrero de 1921 la Productora compró a Pedro Arnalot Carrera la pequeña central hidroeléctrica que daba luz en Sort, pueblo natal de Riu, y algunas poblaciones cercanas. Las relaciones de la compañía y el Ayuntamiento de Sort se fueron deteriorando debido al costo y la mala calidad del suministro por un lado y el impago del servicio por otro. En junio de 1929 el ayuntamiento compró la central a la Productora. Curiosamente, Pere Coromines resultaría elegido diputado electo a la primera vuelta por el distrito de Sort en las elecciones a la Diputación Provisional de la Generalitat de junio de 1931.

### Concesiones mineras
Emili Riu también obtuvo los derechos de explotación de varias minas de carbón, como eran "La Pallaresa", "Rabella" y "La Pallaresa segunda" y también una mina de hulla, la "Paquita". En 1912 Riu vendería estos derechos a Energía Eléctrica de Cataluña, empresa de la que era socio cuando esta empresa puso en funcionamiento la Central térmica del Besós.

### Papelera Ibérica
Entre 1919 y 1923 Emilio Riu adquirió bosques pertenecientes a la casa ducal de Medinaceli en el Pallars Sobirà situados entre los puebles de Espot y Valencia de Aneu. En 1923 se constituyó la "Papelera ibérica" entre Emilio Riu que aportaba 19 montañas ducales por valor de 2 millones de pesetas, la Sociedad Productora de Fuerzas Motrices, el Banco de Valores y Préstamos de Barcelona, Cristóbal Massó Escofet, el ingeniero José Duran y Ventosa y José Lillo Sans. El objetivo de la Sociedad era la fabricación de pasta de papel y todo tipo de papel y cartón. La empresa no llegó a ser operativa. En 1928 se vendieron los bosques al Estado.
En los últimos años de su vida estuvo retirado de la actividad política, y dedicó su trabajo en la construcción del primer aprovechamiento del valle de Arán, situado en el congosto de Cledes, que no llegaría a ver en funcionamiento. Entre las diversas sociedades de las que formaba parte en el momento de su defunción figuraban las siguientes: Energía Eléctrica de Cataluña SA, Sociedad Productora de Fuerzas Motrices SA, Compañía de Ferrocarriles del Norte, Unión Eléctrica Española, Compagnie General d'Electricité, Aplicaciones Electromecánicas, Banco de Valores y de Crédito, Fuerzas Hidráulicas del Alto Pirineo y Papelera Ibérica.

### Azucarera de Lieres (Asturias)
Según el diario La Época (Madrid) del martes 25 de septiembre de 1900, Emilio Riu participó, como representante de la Azucarera de Lieres (Asturias) en la asamblea de representantes de las fábricas de azúcar españolas, como uno de los redactores las bases de la que se llamaría Asociación de Azucareros Españoles.  La Azucarera de Lieres con un capital social de seis millones de pesetas se dedicaba a la fabricación de azúcar procedente de la remolacha y la destilación de alcohol.

## Historiografía sobre Emilio Riu

Emilio Riu 1919

La primera biografía de Emilio Riu figura en la magna obra de Agustí Coy Cotonat, Sort y comarca Noguera Pallaresa, publicada en 1906, y dedicada a Emilio.  "Humilde cuna nos ha mecido a entrambos; juntos hemos crecido y compartido nuestra niñez jugando por las orillas de las cristalinas aguas del río Noguera Pallaresa. (...) Reconociendo tu valer, he creído una deuda de justicia dedicarte esta modesta obra a fin de que te estimules más en beneficio de nuestro abandonado país y procures proporcionarle las ventajas materiales que harto necesita, y esto no solo a nuestro pueblo natal, Sort, sino a toda la comarca, y de un modo particular a todo el distrito electoral que te ha favorecido con sus votos."
El autor había nacido en Sort en  1859 y era amigo de Emilio desde su niñez. Pero el libro, publicado en Barcelona por Imprenta y Litografía de la viuda de José Cunill con un número muy pequeño de unidades se convirtió casi inmediatamente en una verdadera rareza bibliográfica. 
A Emilio Riu le ocurrió como en tiempos de los faraones malditos, o de las purgas estalinistas, el catalanismo intentó borrar cualquier rastro o imagen de su existencia. Como en el caso del sociólogo y economista Laureano Figuerola o del urbanista del Ensanche de Barcelona Ildefonso Cerdá, o del mejor novelista catalán del siglo XX, Juan Marsé y de tantos y tantos intelectuales catalanes (ninguneados por no comulgar con el credo catalanista) o de escritores como el orientalista Sinibaldo de Mas, que publicó con gran éxito en español y francés sobre sus conocimientos directos sobre China y la India pero que cometió el “error” imperdonable de defender el iberismo, es decir la unión de España y Portugal.

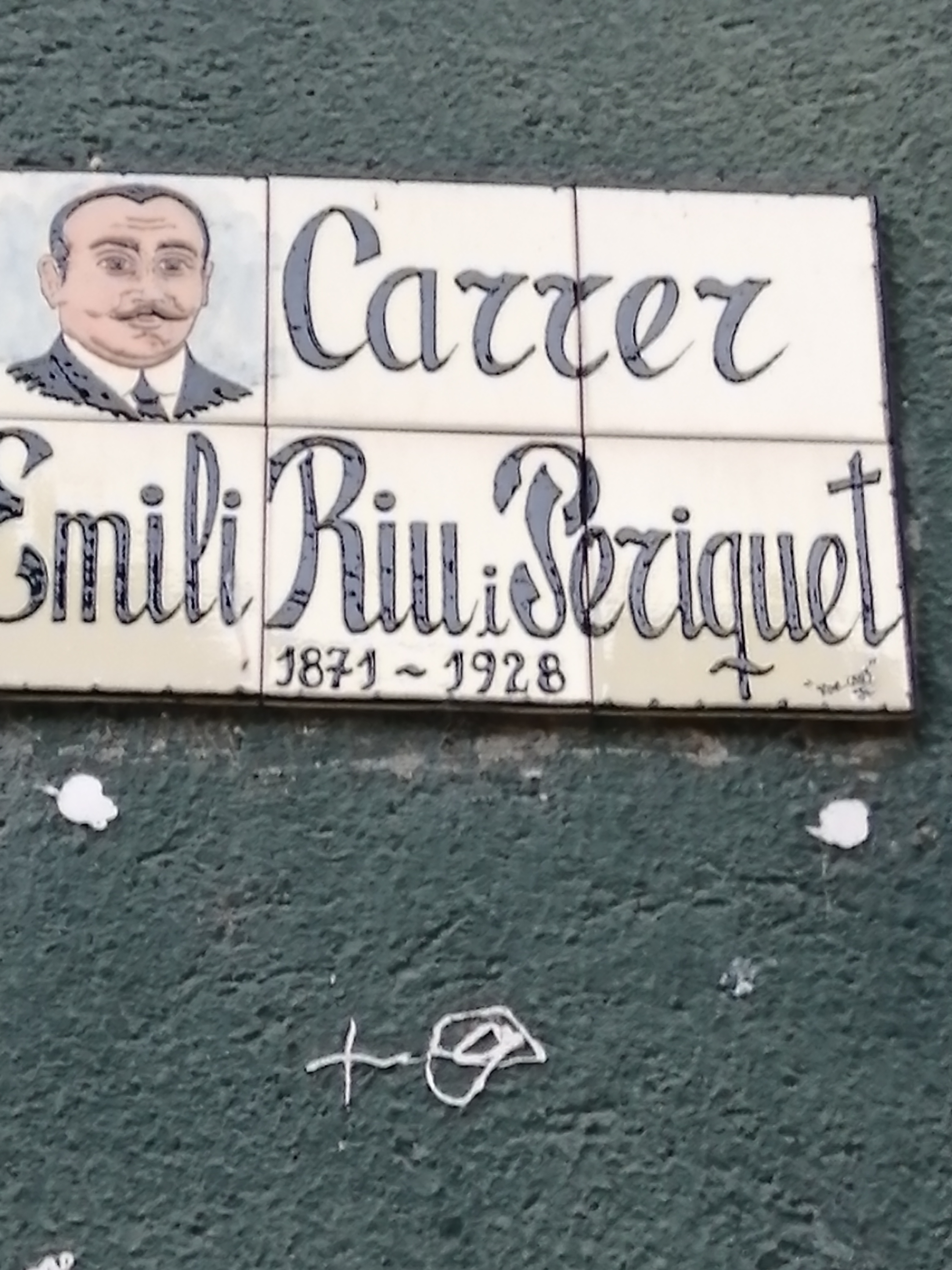
Azulejos de la calle Emili Riu i Periquet

En Sort, su pueblo natal, donde en 1920 se había bautizado la plaza mayor con su nombre, se revocó tal decisión en 1931 y sólo mucho más tarde, en 2006, se decidió que una pequeña calle de núcleo urbano llevara su nombre figurando junto a una extraña y caciquil imagen que no se corresponde en absoluto con su verdadera fisonomía.
El segundo trabajo biográfico sobre Emilio Riu apareció en 1985 y se debe a Conchita Mir Curcó. Se trataba en realidad de una “anti-biografía”. Conchita Mir, en su tesis doctoral sobre el caciquismo en Lérida, publicada en 1985 por la editorial Abadía de Monserrat con el título “Lleida 1890 1936: Caciquisme polític i lluita electoral” lo cita al menos 50 veces (su hermano Daniel Riu es citado más de 40 veces) como el arquetipo del cacique político.  En las páginas 105-106 como nota de página, figura la biografía de Emilio Riu en la que lo califica como “el cacique máximo de la montaña leridana”. Conchita Mir conocía tan poco al personaje que sitúa su nacimiento en un inexistente pueblo llamado Balius, sic.!
La tercera biografía, publicada en 2005 esta vez en formato libro, “Emili Riu i Periquet, estudi biogràfic”, por Llorenç Sánchez Vilanova, un catalanista historiador aficionado de Puebla de Segur, pueblo cercano a Sort, especializado en la historia de las grandes obras hidráulicas realizadas en su comarca, se corrigen los datos sobre su lugar de nacimiento y su modesta familia, y se dedica la mayor parte del libro a su trayectoria empresarial pasando de soslayo por su vertiente caciquil. Aparece en la portada la fotografía de un extraño personaje, también caciquil, que nada tiene que ver con la fisonomía real del biografiado y al que describe como un hombre de complexión robusta, tirando a cuadrada, de 1,70m. Pío Baroja, en su libro Desde la última vuelta del camino. Memorias (1948-1954), recuerda a su patrón cuando era colaborador del Globo: "Riu era pequeño, moreno y barrigudo" (sic!).
Su fisonomía real sólo se conoció muchos años más tarde gracias a su fotografía como miembro del congreso de los diputados (libro congreso diputados). 
En 2009 tuvo lugar en Sort una exposición fotográfica  titulada "El Diputat Riu, un pallarès visionari". La exposición fue organizada por el Ayuntamiento de Sort, el de Capdella y el IDAPA. La editorial Garsineu, de Tremp, editó un libro recogiendo el material presentado. En esta exposición figuraban algunas cartas inéditas de su correspondencia con Pedro Corominas.
Josep Varela i Serra,  ex dirigente de Òmnium Cultural y diputado por CiU al Parlamento de Cataluña (1992-1995), publicó en 2019 en la revista Shikar: del Centre d’Estudis Comarcals del Segrià Número: 6 un artículo titulado: “Emili Riu contra Francesc Cambó i La Canadenca” . que se centra en su actividad política y empresarial en comparación con la del dirigente catalanista Francesc Cambó, aportando nuevos datos y documentación que han ayudado a perfilar algo más la compleja personalidad y trayectoria del personaje. 

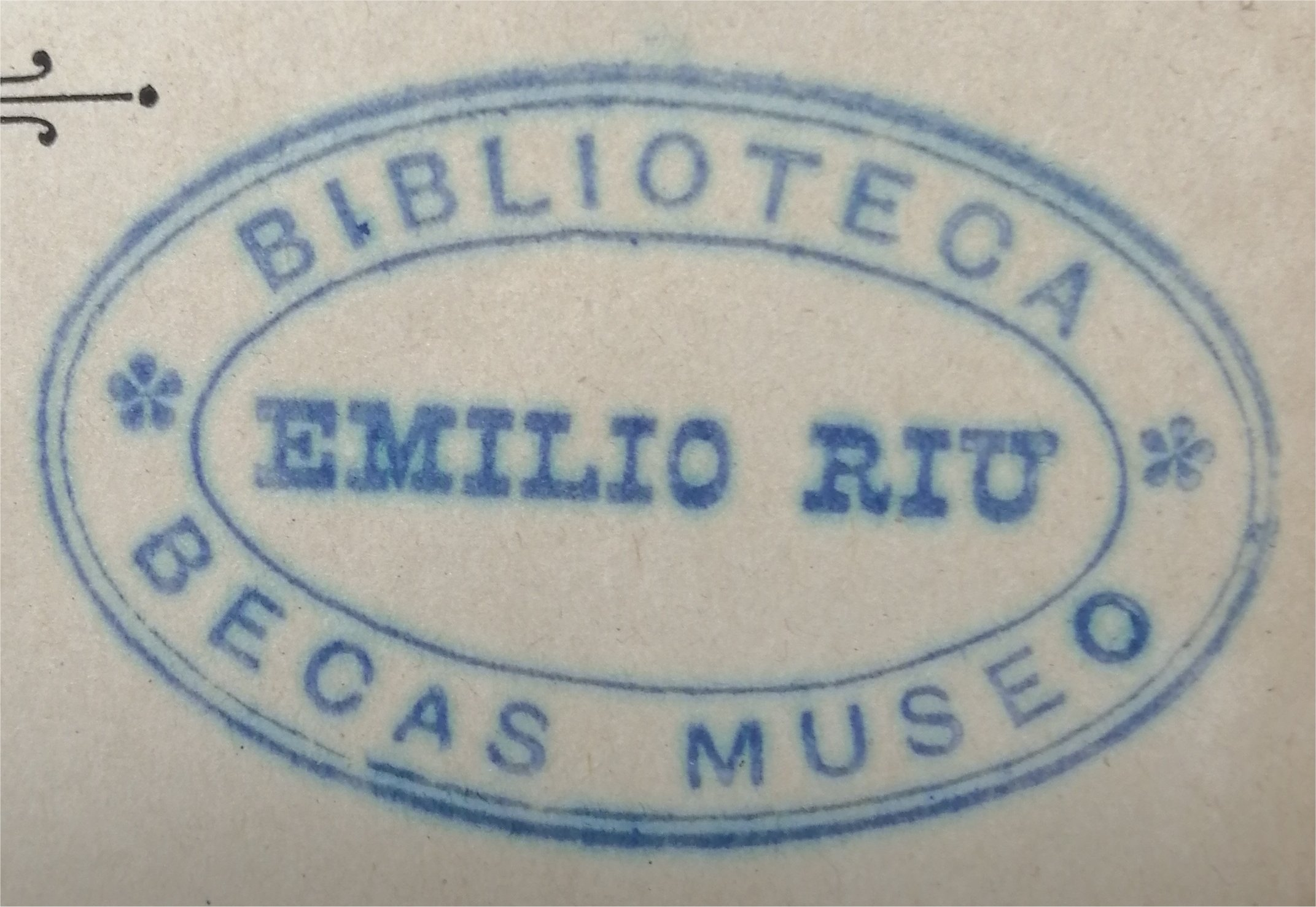
Sello Biblioteca Emili Riu i Periquet

Varela aporta una carta de María Atocha Ossorio y Gallardo, la esposa de Riu, a Pedro Corominas, en contestación a la carta de pésame de éste, carta que define el carácter y la difícil trayectoria de su marido: "¡Pobre Emilio mío! ¡Qué gran español tenía España, qué gran catalán Cataluña y ni una ni otra han sabido ver y apreciar con justeza lo que había debajo de aquella apariencia de suprema sencillez! Cuando leo los homenajes, estatuas, etc. que hace Barcelona en honor de Pearson, me pregunto qué ceguera ofusca a todos los catalanes y cómo no hay voces que recuerden que: 1º) Si Pearson fue a Barcelona fue porque Emilio con su viaje a Londres en 1905 llevando estudios completos, descubrió allí lo que era Barcelona como industrial y la riqueza hidráulica de Cataluña y 2º) Que ni aun así llegó Pearson el primero con la fuerza a Barcelona, a pesar de su derroche de millones; fue en llegar la primera la Energía Eléctrica de Cataluña, creada por él, dirigida por él. ¿Cómo puede la industria catalana llamar su salvador a otro que no sea Emilio Riu? Esto es un detalle. Así ha sido de incomprendido toda su vida. ¿Por su llaneza y su humildad? Quizás sí; ¿pero qué gentes son las gentes que necesitan, para reconocer la obra de una persona, el que esa persona se jalee a sí misma? Mucho quiero yo a Cataluña por mi propio impulso y porque mucho la quería mi marido, pero su ingratitud para con él será siempre una herida que lleve yo en mi corazón; y el dolor de esa clase de heridas se siente más cuando nos han sido arrancadas, a nuestro cariño, las vidas de quienes ya no pueden hallar en el mundo la compensación a sus desengaños".
Hoy día, en 2021, resta por publicarse una biografía solvente de un personaje clave en la historia de España y de Cataluña no solamente durante los años de su existencia, sino por su legado, tanto material como intelectual. Su contribución al despegue de la segunda revolución industrial en Cataluña y su contribución al desarrollo económico gracias a su labor teórica y editorial (nacionalismo económico, Revista Nacional de Economía) que acabaría situando a España entre las economías más desarrolladas, no parece que hayan sido valoradas como se merece.
Riu donó a Sort una nutrida biblioteca que fue ampliando con sucesivas aportaciones de su biblioteca particular. Durante la guerra civil su casa, en donde se ubicaba la sala de lectura, fue ocupada por los militares y la biblioteca cerrada. Ya no se volvió a abrir.  
En su testamento, ante un notario de Sort, fechado el 15 de febrero de 1926 (Archivo Histórico Comarcal de Sort ES25209.AHC Fondo Sort HC.5 855) en la cláusula 11 ruega a su esposa, Atocha Ossorio y Gallardo, que, si lo cree conveniente y económicamente posible, funde en Sort una institución de enseñanza. La salud de Emilio Riu empeoraba desde 1924. En una carta a Pedro Corominas fechada en febrero de 1925 afirmaba que "Yo me limito a vivir de lo poco que me queda y a ver si puedo ir cobrando lo que me adeudan."
María Atocha Ossorio y Gallardo falleció el 4 de noviembre de 1938 y, al parecer, no creyó conveniente o económicamente posible o por otras circunstancias cumplir el deseo de Emilio.

## Obra escrita

### Artículos
Ríu, Emilio. (1899): “¿Cuánto vale un monopolio?”, en Revista de Economía y Hacienda, año II, n.º 34, de 20 de agosto. 
Riu, Emilio (1902):  "Cambio y circulación monetaria" , en Heraldo de Madrid. 19 de enero de 1902 
Ríu, Emilio. (1902), " La reforma del Banco de España" en Revista de Economía y Hacienda, de 23 de enero de 1902. 
Ríu, Emilio (1902): “La cantidad de billetes en circulación ¿influye en los cambios sobre el extranjero? Revista de Economía y Hacienda. año IV (6) pp. 125-27 9 feb 1902
Ríu, Emilio. (1907): “Las sucursales del Banco de España”, en Revista de Economía y Hacienda, año X, n.º 16, de 20 de abril.
Ríu, Emilio. (1907): “Los ingresos del Estado”, en Revista de Economía y Hacienda, año X, nº7, de 16 de febrero.
Ríu, Emilio (1908): Por qué emigró el oro de España. Revista de Economía y Hacienda. año XI (48) pp. 197-200
Ríu, Emilio. (1916): 'El presupuesto extraordinario' en Revista nacional de economía año 1, nº1
Ríu, Emilio. (1916): Puede y le conviene a España ser nación independiente?  en Revista nacional de economía año 1, nº1 
Ríu, Emilio. (1917): Existe en España una oligarquia politico-financiera?   en Revista nacional de economía año 2, nº1 
Ríu, Emilio. (1917): El problema de las subsistencias   en Revista nacional de economía año 2, nº2
Ríu, Emilio. (1917): El problema de la preparación financiera de la guerra: la preparación financiera de España para una guerra exterior en Revista nacional de economía año 2, n.º 3.
Ríu, Emilio. (1918): Causas del atraso industrial de España en Revista nacional de economía año 3, n.º 4, pp. 5-35.
Ríu, Emilio. (1918): La reforma monetaria en Revista nacional de economía año 3, n.º 4.
Ríu, Emilio. (1920): La organización de la decadencia en España  en Revista nacional de economía año 5 nº8
Ríu, Emilio. (1920): La crisis económica actual en Revista nacional de economía año 5 nº9
Ríu, Emilio. (1919): El proyecto de presupuestos para 1920-21.  Revista de Economía y Hacienda año XX  nº50
Ríu, Emilio. (1921): La ordenación bancaria en Revista nacional de economía año 6 nº1
Ríu, Emilio. (1923): La situación financiera de España en Revista nacional de economía año 8 nº14

### Libros
- Riu y Periquet, Emilio (1906). El impuesto de consumos en el extranjero. Madrid: Est. Tip. de Ambrosio Pérez y Compañía.
- Riu y Periquet, Emilio (1904). Estudios financieros. Las clases pasivas. Ensayo de ordenamiento jurídico financiero de este servicio. Madrid: Imprenta de los hijos de M.G. Hernández.